# Église Saint-Étienne de Saussines
Pour les articles homonymes, voir Église Saint-Étienne et Saint-Étienne (homonymie).
L'église Saint-Étienne de Saussines est une église romane située à Saussines dans le département français de l'Hérault en région Occitanie.

## Historique
L'église de Saussines est construite durant le premier quart du XIIe siècle près d'un prieuré dont l'existence est mentionnée depuis 821.
Elle est mentionnée sous le nom d'Ecclesia de Sulsinis en 1090, d'Ecclesia Stephani de Subiniis en 1099, de Parrochia de Sovoleinis en 1177, ou encore de Prior de Solcinis en 1219 dans le cartulaire de l'évêché de Maguelone.
Elle fait l'objet d'un classement au titre des monuments historiques depuis le 12 avril 1963.

## Architecture
L'église est édifiée en pierre de taille de belle facture assemblée par endroits en opus monspeliensis et est couverte de tuiles.

### La façade occidentale
La façade occidentale présente un beau portail constitué d'un triplet de baies cintrées. La porte occupe la baie centrale : encadrée de deux colonnes aux chapiteaux géométriques supportant un arc torique (boudin), elle est surmontée d'un puissant linteau et d'un tympan ajouré. Cette baie centrale est entourée de deux baies aveugles dont l'ornementation se réduit à des impostes moulurées.
Ce portail est surmonté d'une belle fenêtre à triple ébrasement encadrée de colonnettes aux chapiteaux ornés de motifs végétaux et zoomorphes.
La maçonnerie en opus monspeliensis est particulièrement visible sous cette fenêtre.

### La façade méridionale
La façade méridionale, rythmée par de puissants contreforts, est constituée de deux travées seulement. Chacune de ces travées est percée d'une belle fenêtre à triple ébrasement encadrée de colonnettes aux chapiteaux sculptés.

### Le chevet
Le chevet semi-circulaire présente deux zones de maçonnerie bien distinctes.
Il est édifié sur les trois-quarts de sa hauteur en pierre de taille de belle facture assemblée par endroits en opus monspeliensis. Cette zone de maçonnerie intègre la fenêtre absidiale à double ébrasement et arc torique.
Ce chevet semi-circulaire a été surhaussé ultérieurement : la partie surélevée est polygonale et réalisée en appareil irrégulier.

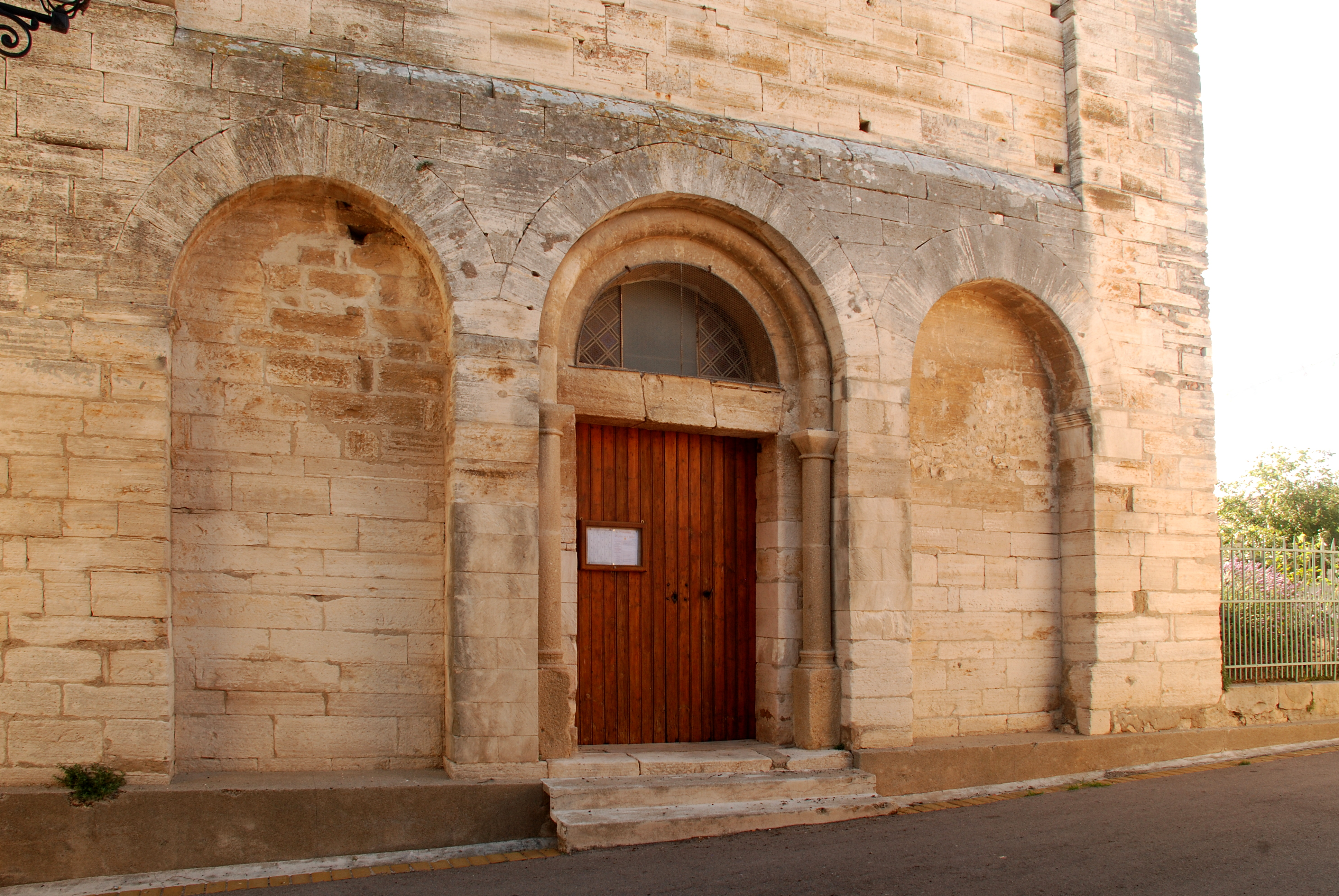
Le portail.
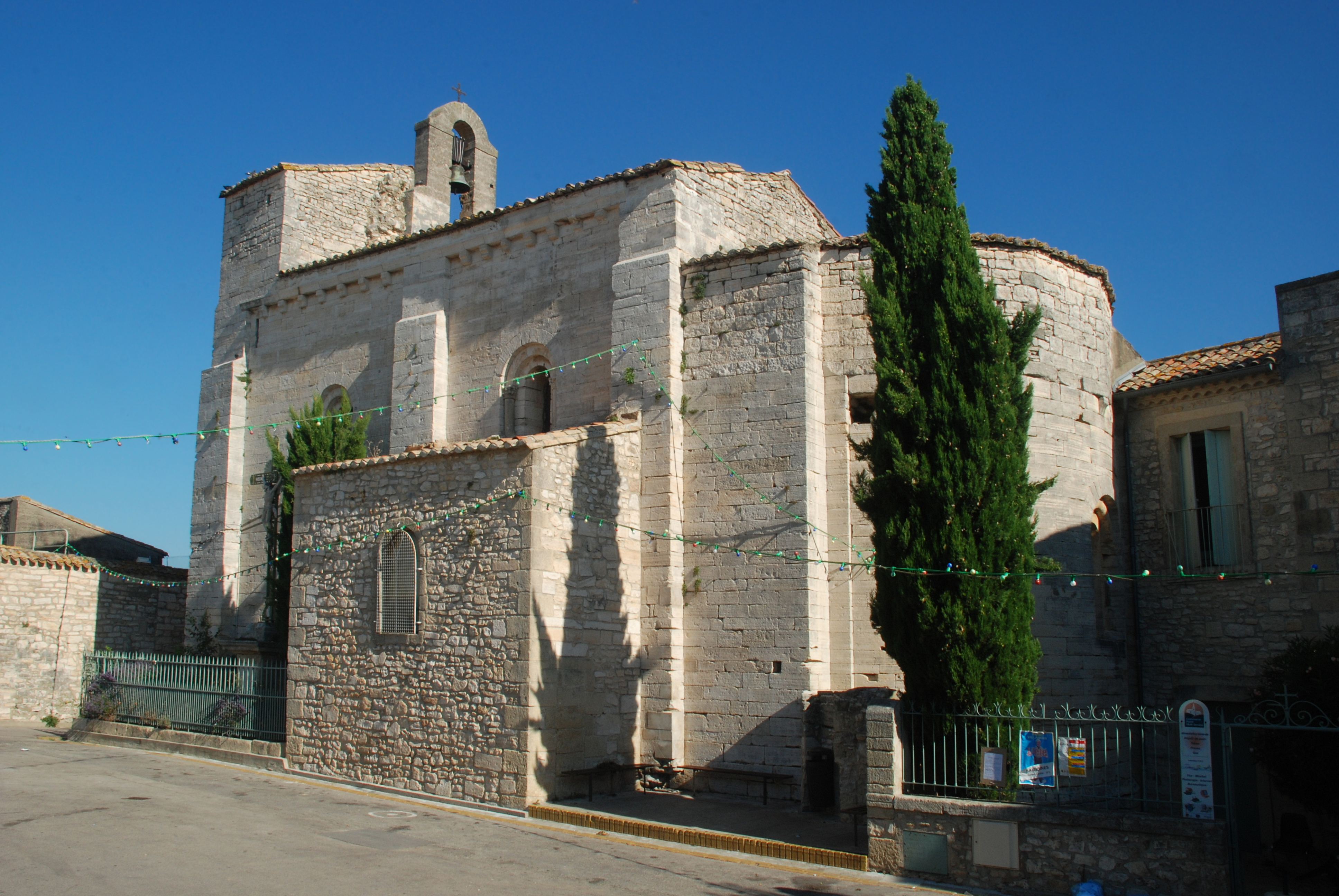
La façade méridionale et le chevet.
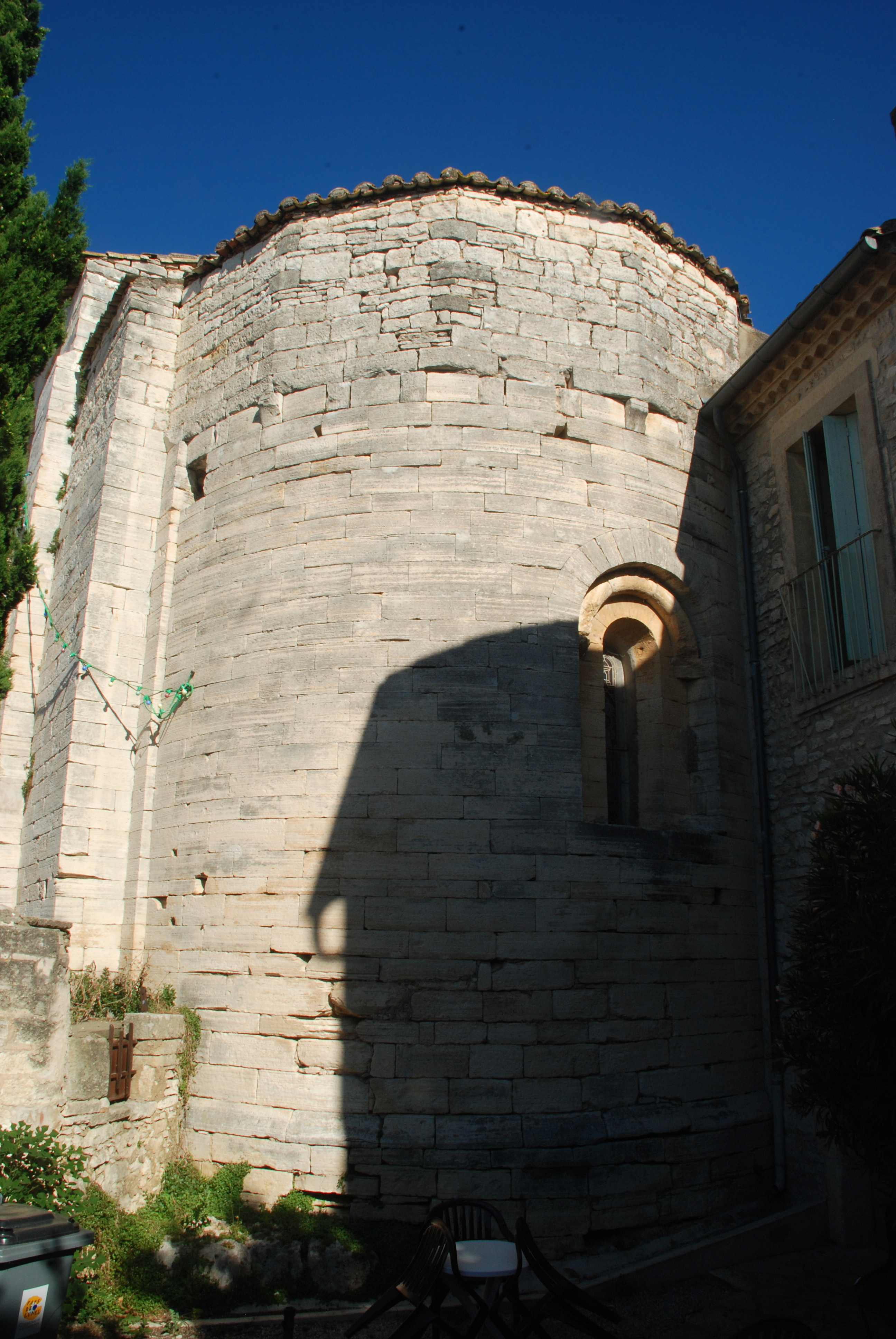
Le chevet.